# Nina Brunner
Nina Brunner née Betschart (Steinhausen, 14 oktober 1995) is een Zwitserse beachvolleyballer. Met Tanja Hüberli werd ze tweemaal Europees kampioen en won ze een bronzen medaille bij de Olympische Spelen. Daarnaast behaalde ze bij de junioren verschillende wereld- en Europese titels en won ze in 2015 met Nicole Eiholzer goud bij de Europese Spelen.

## Carrière

### 2008 tot en met 2015
Brunner begon met volleybal in de zaal bij VBC Steinhausen. Daar speelde ze samen met Nicole Eiholzer met wie ze van 2008 tot en met 2015 een beachvolleybalduo zou vormen. Tussen 2008 en 2012 wonnen Brunner en Eiholzer vijf nationale titels in verschillende leeftijdsklassen bij de junioren. In 2011 eindigden ze als vijfde bij de wereldkampioenschappen onder 19 in Umag en werden ze tweede bij de Europese kampioenschappen onder 18 in Vilnius. Bovendien won Brunner met Joana Heidrich in Halifax de wereldtitel onder 21 ten koste van de Canadese Victoria Altomare en Melissa Humana-Paredes. Het jaar daarop behaalden Brunner en Eiholzer de bronzen medaille bij de EK onder 18 in Brno en eindigden ze als vijfde bij zowel de WK onder 19 in Larnaca en de EK onder 20 in Hartberg. Met Anouk Vergé-Dépré prolongeerde Brunner tegen de Braziliaanse Drussyla Costa en Rebecca Silva de wereldtitel onder 21. Daarnaast maakte ze in Bangsaen aan de zijde van Heidrich haar debuut in de FIVB World Tour.
In 2013 namen Brunner en Eiholzer deel aan vijf toernooien in de binnenlandse competitie. Verder behaalden ze bij zowel de WK onder 21 in Umag als de WK onder 19 in Porto de vijfde plaats. In Vilnius won het duo de Europese titel onder 20; met Vergé-Dépré werd Brunner in Varna bovendien Europees kampioen onder 22. Het daaropvolgende seizoen speelden Brunner en Eiholzer zes wedstrijden in de Zwitserse competitie. Ze eindigden daarnaast als vierde bij de WK onder 21 in Larnaca en prolongeerden in Cesenatico hun Europese titel onder 20. Het tweetal nam in 2015 deel aan vijf toernooien in de World Tour met als beste resultaat twee negende plaatsen in Praag en Puerto Vallarta. Ze wonnen de gouden medaille bij de Europese Spelen in Bakoe door het Oostenrijkse duo Lena Plesiutschnig en Katharina Schützenhöfer in de finale te verslaan. Daarnaast werd het tweetal in Macedo de Cavaleiros Europees kampioen onder 22. Bij de Europese kampioenschappen in Klagenfurt kwamen ze niet verder dan de groepsfase.

### 2016 tot en met 2019

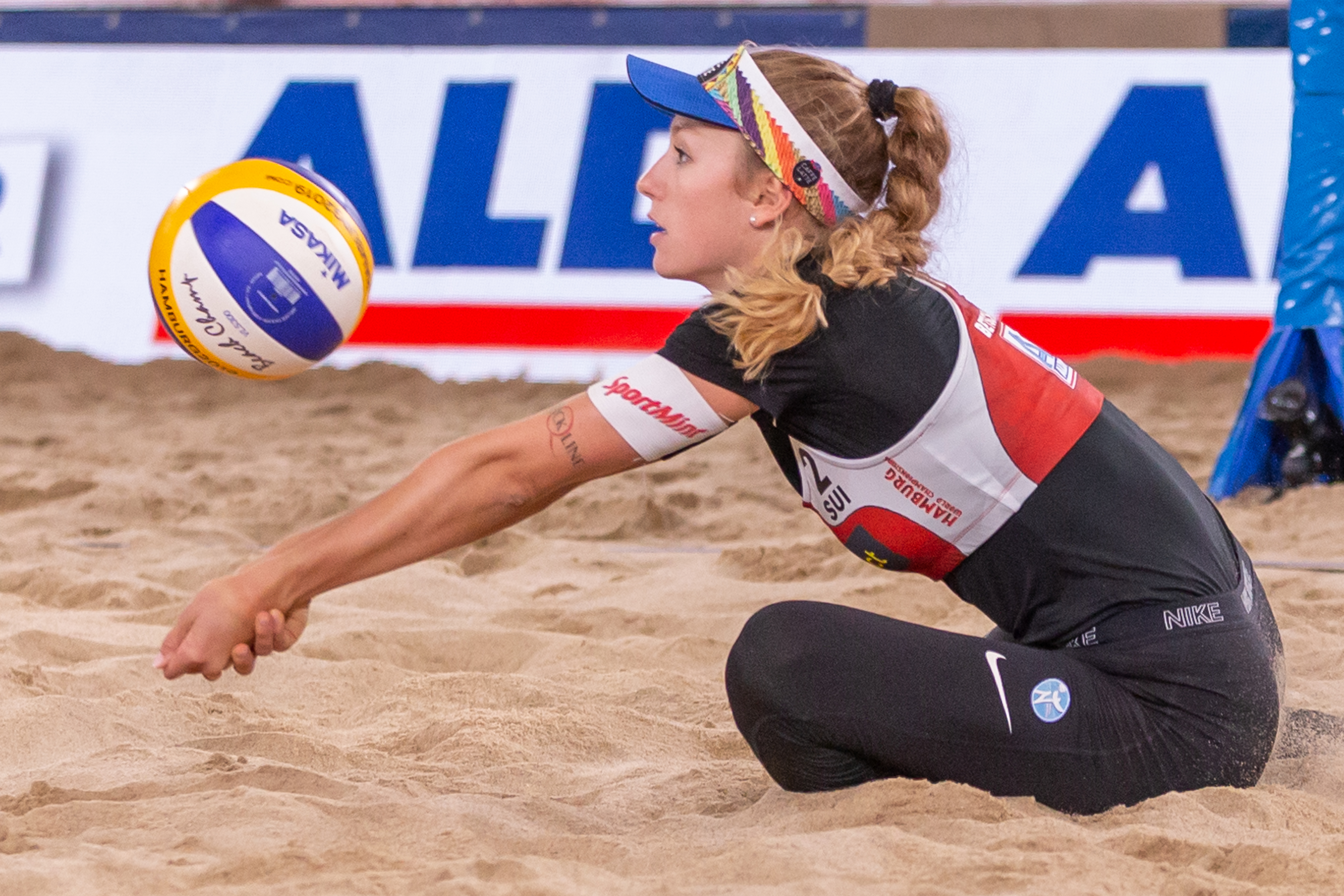
Brunner in actie tijdens de WK in Hamburg (2019)

Van 2016 tot en met 2024 vormde Brunner een duo met Tanja Hüberli. Tijdens hun eerste seizoen samen namen ze deel aan elf toernooien in de World Tour. Het duo behaalde twee vijfde plaatsen (Olsztyn en Poreč) en een derde plaats (Klagenfurt). Bij de EK in Biel/Bienne verloren Brunner en Hüberli de achtste finale van het Duitse tweetal Laura Ludwig en Kira Walkenhorst. Het jaar daarop speelden ze zeven reguliere World Tour-wedstrijden met een derde plaats in Poreč als beste resultaat. Bij de wereldkampioenschappen in Wenen bereikte het duo de achtste finale; deze werd verloren van de Canadese Humana-Paredes en Sarah Pavan. Bij de EK in Jūrmala kwamen Brunner en Hüberli tegen  het Tsjechische duo Kristýna Kolocová en Michala Kvapilová eveneens niet verder dan de achtste finale. Na afloop eindigden ze als vijfde bij de World Tour Finals in Hamburg.
In het seizoen 2018 namen Brunner en Hüberli deel aan tien FIVB-toernooien. Ze behaalden twee derde (Den Haag en Moskou) en twee negende plaatsen (Ostrava en Gstaad). Daarnaast wonnen ze in Nederland de zilveren medaille bij de EK achter de Nederlandse Sanne Keizer en Madelein Meppelink. Het daaropvolgende seizoen speelde het duo opnieuw tien reguliere World Tour-wedstrijden, waarbij ze zevenmaal in de toptien eindigden. In Gstaad werden ze vierde, in Las Vegas en Wenen vijfde en in Yangzhou, Den Haag, Xiamen en Warschau negende. Bij de WK in Hamburg behaalden Brunner en Hüberli de vierde plaats nadat ze de wedstrijd om het brons van het Australische tweetal Mariafe Artacho del Solar en Taliqua Clancy verloren hadden. Bij de EK in Moskou werden ze in de tussenronde uitgeschakeld door Plesiutschnig en Schützenhöfer. Ze sloten het seizoen af met een negende plaats bij de Finals in Rome.

### 2020 tot en met 2024
In 2020 wonnen Brunner en Hüberli het FIVB-toernooi in Baden en eindigden ze als negende bij de EK in Jūrmala nadat ze in de achtse finale werden uitschakeld door het Duitse duo Kim Behrens en Cinja Tillmann. Het jaar daarop behaalden ze bij zeven toernooien in de World Tour enkel toptienklasseringen met een tweede plaats in Sotsji als beste resultaat. Bij de Olympische Spelen in Tokio verloren ze in de achtste finale van hun landgenoten Joana Heidrich en Anouk Vergé-Dépré. Twee weken later wonnen Brunner en Hüberli in Wenen de Europese titel ten koste van de Nederlanders Katja Stam en Raïsa Schoon. Ze sloten het seizoen af met een zevende plaats bij de Finals in Cagliari. In 2022 namen ze deel aan zeven reguliere toernooien in de Beach Pro Tour – de opvolger van de World Tour. Ze behaalden daarbij onder meer een tweede plaats (Hamburg), twee derde plaatsen (Doha en Ostrava) en een vijfde plaats (Parijs). Bij de WK in Rome werden ze in de achtste finale uitgeschakeld door het Amerikaanse duo Kelley Kolinske en Sara Hughes. In München eindigden Brunner en Hüberli als tweede bij de EK nadat de finale verloren werd van Letse tweetal Tina Graudina en Anastasija Kravčenoka. Bij de seizoensfinale in Doha eindigden ze op een gedeelde vijfde plaats.
Het seizoen daarop deed het tweetal mee aan zes toernooien in de Pro Tour. Ze wonnen zilver bij het Elite16-toernooi van Doha, eindigden als vierde in Ostrava en bereikten in Uberlândia en Hamburg de kwartfinale. Bij de EK in Wenen werden Brunner en Hüberli voor de tweede keer Europees kampioen door het Spaanse duo Daniela Álvarez en Tania Moreno in de finale in twee sets te verslaan. Bij de WK in Tlaxcala bereikten ze de kwartfinale, waar ze door de Amerikanen Kristen Nuss en Taryn Kloth werden uitgeschakeld. In 2024 speelden Brunner en Hüberli zeven wedstrijden in de Pro Tour en behaalden hun eerste overwinning in de mondiale competitie. Ze wonnen namelijk de Elite16-toernooien van Tepic en Hamburg. Ze eindigden verder als tweede in Espinho en bereikten de kwartfinales in Doha en Ostrava. Bij de Olympische Spelen in Parijs won het duo de bronzen medaille. In de halve finale verloren ze in drie sets van het Canadese duo Melissa Humana-Paredes en Brandie Wilkerson en in de troostfinale wonnen ze in twee sets van Artacho del Solar en Clancy uit Australië. In oktober 2024 kondigde Brunner aan tijdelijk te stoppen met beachvolleybal, waardoor het duo na negen jaar uit elkaar ging.

## Palmares
Kampioenschappen
- 2011:  EK U18
- 2011:  WK U21
- 2012:  EK U18
- 2012:  WK U21
- 2013:  EK U20
- 2013:  EK U22
- 2014:  EK U20
- 2015:  Europese Spelen

- 2015:  EK U22
- 2017: 9e WK
- 2018:  EK
- 2019: 4e WK
- 2021: 9e OS
- 2021:  EK
- 2022: 9e WK
- 2022:  EK
- 2023:  EK
- 2023: 5e WK
- 2024:  OS

FIVB World Tour
- 2016:  Klagenfurt Major
- 2017:  5* Poreč
- 2018:  4* Den Haag
- 2018:  4* Moskou
- 2020:  1* Baden
- 2021:  4* Sotsji

Beach Pro Tour
- 2022:  Doha Challenge
- 2022:  Elite16 Ostrava
- 2022:  Elite16 Hamburg
- 2023:  Elite16 Doha
- 2024:  Elite16 Tepic
- 2024:  Elite16 Espinho
- 2024:  Elite16 Hamburg

## Persoonlijk
Brunner trouwde in 2021 met voormalig ijshockeyer Damien Brunner.